# Paserstwo
Ten artykuł należy dopracować:

przedstawiono sytuację tylko z polskiej perspektywy – artykuł powinien być przekrojowy.
Pomóż go poprawić. 
Paserstwo – zachowanie polegające na nabyciu rzeczy uzyskanej za pomocą czynu zabronionego (najczęściej kradzieży), lub udzieleniu innej osobie pomocy do jej zbycia, albo na przyjęciu tej rzeczy lub pomocy w jej ukryciu.
Paserstwo można popełnić umyślnie jak i nieumyślnie, zależnie od tego, czy paser wie o przestępnym pochodzeniu przedmiotu (paserstwo umyślne), czy też w konkretnym przypadku powinien i mógł takie pochodzenie rzeczy stwierdzić na podstawie towarzyszących okoliczności, np. podejrzanie niskiej ceny, sprzedaży bez dokumentów lub w niekompletnym stanie itp.
Przedmiotem paserstwa może być również program komputerowy.
Odpowiedzialności karnej za paserstwo podlega każda osoba po ukończeniu lat 17 (ogólna zasada odpowiedzialności karnej), której można przypisać winę w czasie popełnienia tego czynu (osoba poczytalna).
Odpowiedzialności karnej za paserstwo nie podlega sprawca, który sprzedaje rzecz uzyskaną za pomocą wcześniejszego własnego przestępstwa. Takie zachowanie traktuje się jako "wykorzystanie owoców" pierwszego czynu zabronionego. Podobnie pomocnikiem do kradzieży, a nie paserem jest osoba, która przed dokonaniem przestępstwa obiecuje sprawcy nabycie skradzionych rzeczy.
Paserstwo przedmiotu pochodzącego z kradzieży, kradzieży leśnej, kradzieży z włamaniem lub przywłaszczenia o wartości nieprzekraczającej 800 złotych (od 2018 do 2023 r. 500 złotych, od 2013 do 2018 r. 1/4 minimalnego wynagrodzenia, od 1998 do 2013 r. 250 złotych, natomiast od 1972 do 1998 r. 500 złotych) stanowi wykroczenie. W przypadku kradzieży leśnej wartość graniczna do 2013 r. wynosiła 75 złotych.
Paserstwo rzeczy pochodzącej z przestępstwa innego typu np. z rozboju lub wymuszenia rozbójniczego stanowi przestępstwo niezależnie od jej wartości.
Forma kwalifikowana paserstwa jest cięższą odmianą gatunkową tego przestępstwa, zagrożoną surowszą sankcją karną. Przewidziana w wypadkach, gdy przedmiotem czynu pasera jest mienie znacznej wartości lub dobro o szczególnym znaczeniu dla kultury (art. 294 kk).
Typ uprzywilejowany paserstwa to wypadek mniejszej wagi, który podlega łagodniejszej karze.